# Mia moglie si diverte
Mia moglie si diverte (Unsere kleine Frau) è un film del 1938 diretto da Paul Verhoeven.

## Trama
Uno scapolo inveterato, per sfuggire alle assidue attenzioni di una sua ammiratrice che vorrebbe incastrarlo, sposa la vincitrice di un concorso di cucina, da lui notata soltanto sui quotidiani. La moglie, innamorata del marito ma delusa dalla sua indifferenza, inizia una serie di schermaglie con gli amici più intimi per ingelosirlo e conquistarlo. E ci riesce, pur tra equivoci e malintesi che portano la donna perfino al commissariato di polizia. Viene sospettata di essere "La Gatta", capo di una banda specializzata in furti e ricatti, ma alla fine tutto si chiarisce e la coppia si riunisce di nuovo per ricominciare la vita matrimoniale, stavolta in maniera un po' più serena.

## Produzione
Il film è stato ripreso dal lavoro teatrale Our Little Wife (1916) di Avery Hopwood del quale appena due anni dopo, nel 1918, Edward Dillon aveva tratto il film Our little wife che aveva come protagonista Madge Kennedy. Venne girato in doppia versione, tedesca e italiana. La prima ebbe per titolo Unsere kleine Frau e presentava soltanto un cambio tra due attori, Jola Jobst nel ruolo di Elli Parvo e Rudolf Platte al posto di Osvaldo Valenti. Il resto del cast rimase invariato. Ebbe addirittura tre visti di censura: quello originario è il n. 30.432 del 28 novembre 1938 con una lunghezza della pellicola accertata di 2.523 metri, venne ammessa a godere del beneficio delle proiezioni obbligatorie, stabilito dall'art. 8 del R. decreto-legge 5 ottobre 1933 - XI e dall'art. 1 della legge 13 giugno 1935 - XIII, n. 1083. (novembre 1938); il secondo, rilasciato dal Psychological Warfare Branch (PWB) fu il n. 147 del 14 dicembre 1945, con una lunghezza accorciata a 2.042 metri; infine, il terzo e ultimo visto fu il n. 3.014 del 21 agosto 1947, alla condizione «che venga eliminata dalla testata e dalla pubblicità il nome di Osvaldo Valenti e tutta la parte in cui figura l'attore stesso», quindi poco più di 500 metri di pellicola. Il film venne presentato dapprima in Germania, a Berlino, il 23 novembre 1938 e in Italia venne presentato il 22 dicembre 1938 nel golfo di Napoli, a bordo della Nave Milwaukee, attraccata in porto.

## Colonna sonora
All'interno della colonna sonora venne inserita la canzone Amore lontano, scritta da Enrico Maria Chiappo per il testo e da Felice Montagnini di Mirabello per la musica.

## Altri tecnici
- Supervisione tecnica: Silvano Balboni
- Operatori: Augusto Tiezzi, Fernando Risi
- Fonico: Otto Untersalmberger